# Distrikt Rímac
Der Distrikt Rímac ist einer der 43 Stadtbezirke der Region Lima Metropolitana in Peru. Er liegt nördlich des Distriktes Lima (Cercado de Lima), mit dem Rímac durch sechs Brücken über den Fluss Rímac verbunden ist. Viele der erhaltenen Gebäude aus der Kolonialzeit, das „historische Zentrum Limas“, stehen im Distrikt Rímac, das seit 1988 unter dem UNESCO-Welterbe steht.
Der Distrikt hat eine Fläche von 11,87 km². Beim Zensus 2017 wurden 174.785 Einwohner gezählt. Im Jahr 1993 lag die Einwohnerzahl bei 189.736, im Jahr 2007 bei 176.169.

## Grenzen
- Nördlich: Independencia
- Östlich: San Juan de Lurigancho
- Südlich: Cercado de Lima
- Westlich: San Martín de Porres

## Stadtgebiete
Seit 1993 ist Rímac in die folgende Stadtgebiete eingeteilt:
- Caqueta
- Centro Rímac
- Cerro Palomares
- Ciudad y Campo
- El Bosque
- El Manzano
- Huerta Guinea
- La Florida
- La Huerta
- Las Totoritas
- Leoncio Prado
- Perricholi
- Rimac
- Santa Candelaria
- Santa Rosa
- Ventura Rossi
- Villacampa